# تنگه لپیدا
تنگه لپیدا (به لاتین: Lepida Gorge) یک ژرف‌دره در یونان است که در North Kynouria Municipality واقع شده‌است. تنگه لپیدا ۶۲۵ متر بالاتر از سطح دریا واقع شده‌است.